# Ringpfadfinder
Unter dem Namen Ringpfadfinder werden mehrere kleinere Pfadfinderbünde während der bündischen Phase der deutschen Jugendbewegung zusammengefasst.
Der Bund der Ringpfadfinder (BdR; auch: Bund Deutscher Ringpfadfinder) spaltete sich 1922 vom Deutschen Pfadfinderbund (DPB) ab. Bereits 1919 war es im Rahmen der Erneuerungsbewegungen im DPB zur Bildung der Ringgemeinschaft gekommen, die ihren Schwerpunkt in Sachsen hatten. Sie vertraten den Gedanken einer Elitebildung innerhalb des Pfadfinderbundes, einhergehend mit dem Auswahlprinzip, während der DPB sich zu diesem Zeitpunkt noch als für alle offen verstand. Nachdem diese Konflikte nicht gelöst werden konnten, verließ die Ringgemeinschaft den DPB und gründeten den BdR. In diesem wurde – neben der elitären Auswahl – großer Wert auf soldatische Tugenden gelegt. 
1925 schlossen sich der BdR und der Bund deutscher Neupfadfinder zum Großdeutschen Pfadfinderbund zusammen. Aus diesem entstand 1926 nach dem Zusammenschluss mit mehreren Wandervogelbünden der Bund der Wandervögel und Pfadfinder, die spätere Deutsche Freischar. Einige Gruppen des BdR verweigerten sich diesem „Hochbund“ und gründeten zwei Nachfolgebünde: die Ringgemeinschaft Deutscher Pfadfinder und den Ring Deutscher Pfadfindergaue. Dort versuchten sie die Traditionen des BdR weiterzuführen. 
Nach dem Übertritt einer Gruppe der Deutschen Freischar bildete sich 1931 in Berlin in der Ringgemeinschaft Deutscher Pfadfinder der Tahoe-Ring, der sich 1932 als Südlegion verselbständigte.
1933 gründeten die Ringgemeinschaft Deutscher Pfadfinder und der Ring Deutscher Pfadfindergaue gemeinsam mit anderen Bünden der Jugendbewegung den Großdeutschen Bund, um einer Eingliederung in die Hitler-Jugend zu entgehen. Dies gelang nicht: Der Großdeutsche Bund wurde nach nur drei Monaten gemeinsam mit seinen Gliedbünden durch die Reichsjugendführung aufgelöst.